# Negotiator (serie de televisión)
Negotiator (chino: 谈判官, pinyin: Tan Pan Guan), es una serie de televisión china transmitida del 4 de febrero del 2018 hasta el 3 de marzo del 2018 por Hunan TV. La serie es un spin-off de la serie The Interpreter transmitida en el 2016.

## Argumento
Tong Wei, es una brillante negociadora comercial y una de las ejecutivas estrellas del Consejo de Negocios de China y Estados Unidos (en inglés: "US-China Business Council"), que es contratada para representar los intereses de la Compañía de Xie Xiaofei en la mesa de negociación.
Xiaofei es el único heredero de una adinerada corporación chino-estadounidense, pero no quiere tener nada que ver con el negocio familiar. Pronto comienza a desahogar sus frustraciones con Tong, aunque al inicio en su relación se la pasan peleando, pronto comienzan a enamorarse, sin embargo la pareja tiene que separarse cuando Tong no puede estar con Xiaofei. Tiempo después se reencuentran como negociantes en firmas rivales y se dan cuenta de que aún están enamorados.

## Personajes[5]

### Personajes principales[6]
| Actor             | Personaje   | N.º de episodios | Notas |
| ----------------- | ----------- | ---------------- | --- |
| Yang Mi           | Tong Wei    | 43               | Es una negociadora audaz pero cautelosa en la firma CAE. |
| Huang Zitao (Tao) | Xie Xiaofei | 43               | Es el único heredero de la Organización Xie, un hombre arrogante e intratable que a pesar de sus tendencias lúdicas, es un gran hombre de negocios. Cuando conoce a Tong Wei su vida cambia. |

### Personajes secundarios
| Actor                   | Personaje     | N.º de episodios | Notas |
| ----------------------- | ------------- | ---------------- | --- |
| Dylan Kuo               | Qin Tianyu    | -                | Es un abogado, que es leal al amor y está enamorado de Tong Wei, sin embargo ella no le corresponde.                                                                   |
| Mao Linlin (Nikita Mao) | Xia Shanshan  | -                | Es la amiga cercana de Tong Wei. Es una mujer con una gran habilidad negociadora sin embargo decide renunciar a su carrera para estar con Qi Runhai.                   |
| Yang Feixiang           | Zhao Chenxi   | -                | Es la hija del presidente de la Compañía Ke Wan. Está determinada a a casarse con Xie Xiaofei, intentando hacer que su padre haga una alianza con el padre de Xiaofei. |
| Winston Chao            | Xie Tianyou   | -                | Es el padre de Xie Xiaofei. |
| Zhu Xudan               | Shang Bichen  | -                | Una abogada junior, que admira y está enamorada de Qin Tianyu, aunque él no le corresponde.                                                                            |
| Lai Yi                  | Xie Xiaotian  | -                | Es el hermano menor de Xie Xiaofei. |
| Zhao Chulun             | Yang Xiao     | -                | Es el amigo de Zhao Chenxi, hace todo por ella y secretamente está enamorado de ella, aunque ella no siente lo mismo.                                                  |
| Li Tingting             | Tong Tiantian | -                | Es la prima de Tong Wei. |
| Shi Wenxiang            | Sun Hao       | -                | |
| Andrew Lin (Lian Kai)   | Qi Ruhai      | -                | Es el novio divorciado de Shanshan. |
| Mao Jiaming             | Hu Di         | -                | Es un empleado en CAE y subordinado de Xiao Xiang. |
| Yu Yonghai              | Situ Zhigao   | -                | |
| Li Dong Heng (Li James) | Luo Bin       | -                | |
| Hu Cai Hong             | Jin Huizhu    | -                | |

### Otros personajes
| Actor     | Personaje     | N.º de episodios | Notas |
| --------- | ------------- | ---------------- | ----- |
| Rong Rong | Zhang Mei Yan | -                |       |
| Cai Gang  | -             | -                |       |
| Qian Li   | Zhuzhu        | -                |       |

## Episodios
La serie estuvo conformada por 34 episodios, los cuales fueron transmitidos de lunes a lunes a las 19:30-22:00, posteriormente dos episodios de lunes a jueves de 20:00-22:00, luego los viernes y sábados a las 19:30-20:20 y finalmente dos episodios los domingos de 19:30-22:00 (2 episodios).

### Raitings
| Episodios                                                                                                | Emisión               | Ciudades CSM52 (%)       | Ciudades CSM52 (%) | Ciudades CSM52 (%) | CSM a Nivel Nacional (%) | CSM a Nivel Nacional (%) | CSM a Nivel Nacional (%) |
| Episodios                                                                                                | Emisión               | Índices de audiencia (%) | Audiencia (%)      | Ranking            | Índices de audiencia (%) | Audiencia (%)            | Ranking                  |
| --- | --------------------- | ------------------------ | ------------------ | ------------------ | ------------------------ | ------------------------ | ------------------------ |
| 1-2 | 4 de febrero de 2018  | 1.214                    | 3.985              | 2                  | 1.636                    | 5.3                      | 1                        |
| 3-4 | 5 de febrero de 2018  | 1.238                    | 4.14               | 2                  | 1.71                     | 5.67                     | 1                        |
| 5-6 | 6 de febrero de 2018  | 1.223                    | 4.152              | 2                  | 1.753                    | 5.914                    | 1                        |
| 7-8 | 7 de febrero de 2018  | 1.312                    | 4.457              | 3                  | 1.748                    | 5.919                    | 1                        |
| 9 | 9 de febrero de 2018  | 0.929                    | 3.11               | 1                  | 1.327                    | 4.276                    | 1                        |
| 10 | 10 de febrero de 2018 | 0.829                    | 2.75               | 2                  | 1.277                    | 4.137                    | 1                        |
| 11-12 | 11 de febrero de 2018 | 1.210                    | 3.95               | 1                  | 1.736                    | 5.626                    | 1                        |
| 13-14 | 12 de febrero de 2018 | 1.187                    | 4.02               | 1                  | 1.87                     | 6.15                     | 1                        |
| 15-16 | 13 de febrero de 2018 | 1.101                    | 3.65               | 1                  | 1.82                     | 5.90                     | 1                        |
| 17-18 | 14 de febrero de 2018 | 1.102                    | 3.59               | 1                  | 1.76                     | 5.61                     | 1                        |
| 19 | 15 de febrero de 2018 | 0.503                    | 1.63               | 1                  | 1.03                     | 2.91                     | 1                        |
| 20 | 17 de febrero de 2018 | 0.778                    | 3.01               | 1                  | 1.16                     | 4.16                     | 1                        |
| 21-22 | 18 de febrero de 2018 | 0.965                    | 3.51               | 1                  | 1.54                     | 5.34                     | 1                        |
| 23-24 | 19 de febrero de 2018 | 1.005                    | 3.56               | 1                  | 1.61                     | 5.49                     | 1                        |
| 25-26 | 20 de febrero de 2018 | 1.168                    | 4.026              | 1                  | 1.84                     | 6.05                     | 1                        |
| 27-28 | 21 de febrero de 2018 | 1.306                    | 4.33               | 1                  | 1.92                     | 6.4                      | 1                        |
| 29-30 | 22 de febrero de 2018 | 1.304                    | 4.31               | 1                  | 2.14                     | 6.99                     | 1                        |
| 31 | 23 de febrero de 2018 | 1.002                    | 3.271              | 1                  | 1.41                     | 4.70                     | 1                        |
| 32 | 24 de febrero de 2018 | 1.071                    | 3.47               | 1                  | 1.58                     | 5.04                     | 1                        |
| 33-34 | 25 de febrero de 2018 | 1.359                    | 4.529              | 1                  | 1.88                     | 6.34                     | 1                        |
| 35-36 | 26 de febrero de 2018 | 1.353                    | 4.514              | 1                  | 1.84                     | 6.16                     | 1                        |
| 37-38 | 27 de febrero de 2018 | 1.322                    | 4.451              | 1                  | 1.87                     | 6.28                     | 1                        |
| 39-40 | 28 de febrero de 2018 | 1.275                    | 4.34               | 1                  | 1.83                     | 6.29                     | 1                        |
| 41-42 | 1 de marzo de 2018    | 1.401                    | 4.738              | 1                  | 2.09                     | 7.02                     | 1                        |
| 43 | 3 de marzo de 2018    | 1.147                    | 3.95               | 1                  | 1.72                     | 5.89                     | 1                        |
| Promedio                                                                                                 | Promedio              | 1.132                    | 3.82               | -                  | 1.68                     | 5.58                     | -                        |
| El color azul representa la puntuación más baja, mientras que el rojo representa la puntuación más alta. |                       |                          |                    |                    |                          |                          |                          |

## Música
El OST de la serie estuvo conformada por cinco canciones:
La canción de inicio de la serie fue "The World Turns Around For You" interpreta por Zhang Lei, mientras que la canción de cierre fue "Love The One I Want To Love" de Sun Bolun.
| No. | Artista   | Canción                                       | Letra   | Música        | Notas               |
| --- | --------- | --------------------------------------------- | ------- | ------------- | ------------------- |
| 1   | Zhang Lei | The World Turns Around For You (世界为你转身) | Chen Xi | Dong Dongdong | (canción de inicio) |
| 2   | Sun Bolun | Love The One I Want To Love (爱我想爱的人)    | Chen Xi | Dong Dongdong | (canción de cierre) |
| 3   | Aska Yang | Cannot Love (爱不得)                          | Chen Xi | Dong Dongdong | (tema musical)      |
| 4   | Yisa Yu   | Blind Confidence (盲目自信)                   | Chen Xi | Dong Dongdong | (canción insertada) |
| 5   | He Jie    | Little Happiness (小幸福)                     | Chen Xi | Dong Dongdong | (canción insertada) |

## Producción
La serie también es conocida como "Negotiation", "The Negotiator" o "Les Interprètes 2; Mr. Interview; Dear Translator".
Es un spin-off de la serie The Interpreter transmitida del 24 de mayo del 2016 al 19 de junio del mismo año y protagonizada por Yang Mi y Huang Xuan.
Fue dirigida por Liu Yizhi (刘一志), quien contó con el apoyo de los escritores Fei Huijun (费慧君) y Li Xiaoliang (李晓亮).
La serie fue filmada en Shanghái, Nueva York y Hawái.
Contó con el apoyo de las compañías de producción "Croton Media", "Jay Walk Studio", "Le.com" y "T.H Entertainment".

### Recepción
A su estreno la serie recibió buenas calificaciones. La serie alcanzó los 10.000 millones de visitas en línea antes del final de la serie.